# Léo Kret
Léo Kret do Brasil de Souza Santos ( Salvador, 9 de diciembre de 1983 ), más conocida simplemente como Léo Kret o Léo Kret do Brasil, es una política, bailarina, actriz y cantante brasileña. Kret se hizo conocida por ser la primera parlamentaria transgénero de Brasil.

## Biografía
Kret nació en la ciudad de Salvador el 9 de diciembre de 1983. Hija de Francisco Assis Gomes y Eunice Souza dos Santos, creció en el barrio de Areia Branca, en Lauro de Freitas. Posteriormente, ella y su familia se mudaron al barrio de Pernambués en Salvador.
El 18 de noviembre de 2009, el juez Nelson Cordeiro del Registro Civil de la Comarca de Salvador dictó sentencia favorable para que Leo Kret pudiera utilizar el nombre que identifica: Leo Kret do Brasil. Incluso con la orden judicial, recién en 2018 su nombre fue reemplazado por la Justicia Electoral de Brasil.
Kret comenzó su carrera como bailarina del grupo de pagode Saiddy Bamba, donde participó durante siete años, hasta que dejó el grupo en 2009.
En 2013, luego de perder las elecciones de reelección en 2012, Kret volvió a su carrera artística; inició un grupo musical de funk carioca llamado Leo Kret & as Novinhas. Entre las canciones lanzadas durante el período están Aula de Quadradinho, que incluso fue interpretada junto a otros artistas en sus respectivos espectáculos, como Ivete Sangalo.
En 2018, Kret participó en el Programa do Ratinho, donde ganó.
En el 2019 participó en el video musical Bola Rebola, de la cantante Anitta. En 2020, volvió a trabajar con Anitta: esta vez, participando en el video musical de la canción Me Gusta.

## Carrera política
Kret ingresó a la política en las elecciones municipales de 2008, cuando se presentó como candidata del Partido de la República para el cargo de concejala. Obtuvo 12.861 votos, la cuarta mayor cantidad de votos para el cargo legislativo de Salvador ese año, fue elegida y ejerció sus funciones en la 16.ª legislatura del Concejo Municipal de Salvador.
Sus acciones como concejala incluyeron:
- La defensa de la regulación de la actividad de mototaxis en la ciudad de Salvador;[14][15]
- La creación de un circuito de carnaval en el distrito de Liberdade denominado "Circuito Mãe Hilda de Jitolu" en homenaje a la matriarca de Ilê Aiyê;[16]
- La aprobación del Día de la Conciencia Negra como feriado municipal en Salvador, por considerar que la ciudad más negra fuera de África tiene derecho a conmemorar y venerar una fecha en reparación por los hechos sufridos por los negros sometidos a esclavitud en Salvador;[17]
- Fue miembro de tres comités permanentes del Ayuntamiento de Salvador:[2]
  - Comisión de Derechos del Ciudadano;
  - Comisión de Reparación;
  - Comisión de Desarrollo Económico y Turismo.

En 2010, se postuló para Diputada de Estado de Bahía, obteniendo 22.534 (0,36%) votos. De los 22.534, 15.664 votos fueron emitidos en Salvador, superando así su resultado en las elecciones de 2008.
En las elecciones de 2012 se presentó a la reelección como concejala. Obtuvo 7.495 votos (0,58%) y no pudo ser reelegido por coeficiente electoral.
En 2014, Kret cambia de partido y se une a los demócratas. Fue candidata cuatro veces por el partido, y no fue elegida en ninguna de las ocasiones: en 2014, para diputada estatal de Bahía, en 2016, para concejala de Salvador, en 2018, para diputada federal por Bahía y, en 2020, de nuevo para concejala de Salvador.
En diciembre de 2017 asumió el cargo de defensora sectorial en la Secretaría Municipal de Reparación del municipio de Salvador. En marzo de 2020, dejó el cargo luego de ser aprobada para estudiar derecho en la Universidad Estatal de Bahía.
En marzo de 2022, Léo Kret anunció su salida de los demócratas para unirse al Partido Laborista Democrático. En ese momento, Kret fue recibida directamente por el presidente estatal del partido, Félix Mendonça Júnior, quien la invitó a postularse para diputada federal en las elecciones generales de Brasil en 2022..Finalmente afirmó que “ [[el PDT tiene]] el espíritu de libertad y democracia [[...]] es un partido que hace política con diálogo, de manera suave, pero sin perder fuerza. Es un partido donde no haya extremismo de un lado o del otro.” 